# الأصل (ملكية)

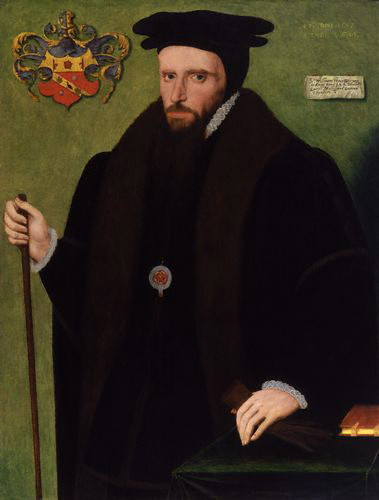
لوحة William Petre، 1567: الرسام غير معروف. في مطلع القرن السابع عشر، كانت هذه اللوحة موجودة في مجموعة "جوي لوملي"، بارون لوملي الأول، وهي حقيقة أشار إليها "كارتلينو" أضيفت إلى اللوحة في أعلى اليمين. وهي الآن في معرض اللوحات القومي (لندن).

الأصل (من كلمة provenir باللغة الفرنسية، «أن تأتي من/إلى»). هو التسلسل الزمني لملكية أو حضانة أو مكان كائن تاريخي. استُخدم المصطلح في الأصل فيما يتعلق بالأعمال الفنية ولكنه يستخدم الآن بمقاييس مماثلة في مجموعة واسعة من المجالات، بما في ذلك علم الآثار وعلم الحفريات والمحفوظات والمخطوطات والكتب المطبوعة والاقتصاد الدائري والعلوم والحوسبة.
والغرض الأساسي من تتبع مصدر شيء أو كيان ما هو عادة تقديم أدلة سياقية وظرفية لإنتاجه الأصلي أو اكتشافه، وذلك بتحديد تاريخه المتأخر، بقدر الإمكان عمليًا، لا سيما تسلسل ملكيته الرسمية وحفظه وأماكن تخزينه. هذه الممارسة لها قيمة خاصة في المساعدة على مصادقة الأشياء. ويمكن أيضًا استخدام التقنيات المقارنة وآراء الخبراء ونتائج الاختبارات العلمية لتحقيق هذه الغايات، ولكن تحديد المصدر يعد أساسًا مسألة توثيق. يعود المصطلح إلى ثمانينيات القرن الثامن عشر باللغة الإنجليزية. والمصدر قابل للمقارنة من الناحية المفاهيمية مع المصطلح القانوني لتسلسل الحضانة.
بالنسبة للمتاحف وتجارة الفن، بالإضافة إلى المساعدة في إثبات تأليف وأصالة الشيء، أصبح المصدر مهمًا بشكل متزايد في المساعدة على إثبات الصلاحية الأخلاقية والقانونية لسلسلة الحضانة، نظرًا للكمية المتزايدة من الفن المنهوب. أصبحت هذه القضايا أولاً مصدر قلق كبير فيما يتعلق بالأعمال التي تغيرت في المناطق التي يسيطر عليها النازيون في أوروبا قبل وفي أثناء الحرب العالمية الثانية. بدأت العديد من المتاحف في تجميع سجلات استباقية لمثل هذه الأعمال وتاريخها. في الآونة الأخيرة، برزت المخاوف نفسها بشأن الأعمال الفنية الأفريقية، التي غالبًا ما يجري تصديرها بشكل غير قانوني، والآثار من أجزاء كثيرة من العالم، ولكن حاليًا بشكل خاص في العراق، ثم سوريا.
في علم الآثار وعلم الحفريات، يستخدم مصطلح provenience المشتق بمعنى ذي صلة ولكنه خاص جدًا، للإشارة إلى الموقع (في البحث الحديث، المسجل بدقة في ثلاثة أبعاد) حيث عُثر على قطعة أثرية أو قطعة قديمة أخرى. يغطي المصدر التاريخ الكامل الموثق للكائن. وبالتالي، قد يكون للقطعة الأثرية اصل وأن تكون ذات صلة.

## الأعمال الفنية والتحف
إن مصدر أعمال الفنون الجميلة والتحف والآثار له أهمية كبيرة، خاصة بالنسبة لمالكها. هناك عدد من الأسباب التي تجعل مصدر الرسم مهمًا، والتي تنطبق أيضًا في الغالب على أنواع أخرى من الفنون الجميلة. يزيد المصدر الجيد من قيمة اللوحة، وقد يساعد تحديد المصدر في تأكيد التاريخ والفنان، وخاصة بالنسبة للصور، وموضوع اللوحة. قد يؤكد ما إذا كانت اللوحة تعود حقًا للفترة التي يبدو أنها تعود إليها. يمكن أن يساعد مصدر اللوحات في حل نزاعات الملكية. على سبيل المثال، يمكن للمصدر بين عامي 1933 و1945 تحديد ما إذا كان النازيون قد نهبوا لوحة. تبذل العديد من صالات العرض جهدًا كبيرًا في البحث عن مصدر اللوحات في مجموعاتها التي لا يوجد مصدر ثابت لها خلال تلك الفترة. يمكن أن تساعد الأدلة الموثقة على مصدر شيء ما في إثبات أنه لم يجرِ تغييره وأنه ليس تزويرًا أو إعادة إنتاج أو سرقة أو نهب فن. يساعد المصدر في تعيين العمل لفنان معروف، ويمكن أن يكون التاريخ الموثق مفيدًا في المساعدة على إثبات الملكية. مثال على المصدر التفصيلي موجود في صورة أرنولفيني.
يمكن لنوعية مصدر عمل فني مهم أن تحدث فرقاً كبيراً في سعر بيعه في السوق؛ ويتأثر ذلك بدرجة التيقن من المصدر، ومركز المالكين السابقين كجامعين، وفي كثير من الحالات بقوة الأدلة على أن جسمًا لم يجر حفره أو تصديره بصورة غير مشروعة من بلد آخر. قد يختلف مصدر العمل الفني اختلافًا كبيرًا في الطول، اعتمادًا على السياق أو الكمية المعروفة، من اسم واحد إلى مدخل في كتالوج علمي بطول آلاف الكلمات.
يمكن أن تعني شهادة الخبراء الفرق بين كائن ليس له قيمة وكونه يستحق ثروة. قد تكون الشهادات نفسها مفتوحة للتساؤل. زوَّر جاك فان ميجرين عمل والده هان فان ميجرين (الذي زوَّ بدوره عمل فيرمير). أصدر جاك شهادة مع تزويره تفيد بأن والده أنشأ عملاً.
تمكن جون درو من تمريرها على أنها لوحات حقيقية، وتمرير عدد كبير من عمليات التزوير التي كان من السهل التعرف عليها على هذا النحو من خلال الفحص العلمي. لقد أسس مصدرًا مثيرًا للإعجاب (ولكنه خاطئ) وبسبب هذه المعارض والتجارة باللوحات على أنها حقيقية. أُنشئ هذا المصدر الخاطئ من خلال تزوير الرسائل والوثائق الأخرى، بما في ذلك الإدخالات الكاذبة في كتالوجات المعارض السابقة.
في بعض الأحيان يمكن أن يكون المصدر بسيطًا مثل صورة العنصر مع مالكه الأصلي. أو الوثائق البسيطة والنهائية مثل التي يمكن أن تزيد من قيمتها بترتيب الحجم، ولكن فقط إذا كان المالك ذا شهرة واسعة. تجاوزت العديد من العناصر التي بيعت في المزاد تقديراتها بسبب صورة تظهر هذا العنصر مع شخص مشهور. تشمل بعض الأمثلة التحف التي يمتلكها السياسيون والموسيقيون والفنانون والممثلون وما إلى ذلك.
في سياق المناقشات حول رد القطع الثقافية في مجموعات المتاحف ذات الأصل الاستعماري، بدأ متحف AfricaMuseum في بلجيكا في تقديم معلومات علنية حول هذه القطع في معرضه الدائم في عام 2021.

### البحث في مصدر اللوحات
الهدف من بحث المصدر هو إنتاج قائمة كاملة بالمالكين (معًا، حيثما أمكن، مع الإثبات الوثائقي الداعم) من وقت تكليف اللوحة أو في استوديو الفنان حتى الوقت الحاضر. من الناحية العملية، من المحتمل أن تكون هناك ثغرات في القائمة والوثائق المفقودة أو الضائعة. يجب أن يسرد المصدر الموثق أيضًا متى كانت اللوحة جزءًا من معرض وببليوغرافيًا متى جرت مناقشتها (أو توضيحها) في الطباعة.
عندما يسير البحث إلى الوراء، لاكتشاف المصدر السابق للوحة التي تُعرف ملكيتها وموقعها الحاليين، من المهم تسجيل التفاصيل المادية للوحة - النمط والموضوع والتوقيع والمواد والأبعاد والإطار، إلخ. قد تتغير عناوين اللوحات وإسنادها إلى فنان معين بمرور الوقت. يمكن استخدام حجم العمل ووصفه لتحديد الإشارات السابقة إلى اللوحة. يمكن أن يحتوي الجزء الخلفي من اللوحة على معلومات مصدر مهمة. قد تكون هناك علامات عرض وطوابع تاجر وملصقات معرض ومؤشرات أخرى على الملكية السابقة. قد تكون هناك أيضًا ملصقات شحن. في برنامج BBC TV Fake or Fortune، جرى التحقيق في مصدر اللوحة Bords de la Seine à Argenteuil باستخدام ملصق معرض وعلامة شحن على الظهر. يمكن في بعض الأحيان الإشارة إلى المصدر المبكر من خلال كارتيلينو (تمثيل trompe-l' 'il لملصق منقوش) يضاف إلى مقدمة اللوحة. ومع ذلك، يمكن تشكيلها أو تلاشيها أو رسمها. تعد سجلات المزاد مصدرًا مهمًا للمساعدة في البحث عن مصدر اللوحات.